# Wanz Factory
Wanz Factory es un estudio de cine pornográfico japonés.

## Historia
La empresa se fundó en marzo de 2000 y actualmente emplea a 20 personas. Sus vídeos para adultos se venden en más de 3 000 tiendas en Japón. Los estudios japoneses de vídeos para adultos suelen dividirse en estudios convencionales e independientes. Los estudios convencionales o "profesionales", como Kuki, Alice Japan y h.m.p, suelen ser más grandes y antiguos que las empresas "independientes", como Soft On Demand, Cross, Dogma y Moodyz, mientras que estas últimas suelen tener menos censura y son más atrevidas en su oferta. Wanz Factory es una de las compañías "indie" especializada en vídeos de AV Idol y modelos de grandes pechos "big boobs". El estudio lanza unos 16-17 vídeos al mes, incluyendo unos 10 nuevos trabajos originales. La principal distribuidora de vídeo japonesa DMM, una división de Hokuto Corporation, enumeró más de 2000 títulos en DVD para Wanz Factory en septiembre de 2011.

## AV Grand Prix
Wanz Factory fue una de las 19 compañías AV que participaron en el concurso AV Open 2007, que comenzó en mayo de 2007 con la entrada Delusional Clinic, Nakadashi Nurse Call (妄想クリニック 中出しナースコール) protagonizada por Natsuki Iijima y Ryo Kiyohara. La compañía también entró en el sucesor del AV Open, el AV Grand Prix 2008 en diciembre de 2007 con First-Time Pure Nakadashi y Shaved Pussy (生まれてはじめての中出しとパイパン) protagonizada por Ayaka Sawajiri. Para el concurso AV Grand Prix de 2009, Wanz Factory nominó Roomshare (パイズリ狭射 トリプル痴女大乱交) coprotagonizada por las actrices Hikari Hino, Akira Ichinose y Miruku Matsuzaka, y dirigida por Asao Takai.

## Actrices
Algunas AV Idols que han actuado para Wanz Factory han sido:
- Hotaru Akane
- Ami Ayukawa
- Serina Hayakawa
- Hikari Hino
- Rinako Hirasawa
- Sakurako Kaoru
- Mariko Kawana
- Ran Monbu
- Momoka Nishina
- Anna Ohura
- Nao Oikawa
- Maria Ozawa
- Akira Watase